# Birch és Swinnerton-Dyer-sejtés
A Birch és Swinnerton-Dyer-sejtés a számelmélet egyik legfontosabb megoldatlan kérdése. Szerepel a Clay Mathematics Institute listáján, ami egy egymillió dolláros jutalmat tűzött ki az első korrekt bizonyításra. A sejtés Bryan Birch és Peter Swinnerton-Dyer matematikusoktól származik, akik az 1960-as évek első felében végzett gépi számításaik alapján vetették fel. 2012-ben csak egyes speciális eseteinek ismert a bizonyítása.
A sejtés az elliptikus görbék számelméletével foglalkozik. A továbbiakban legyen K test, és legyen E elliptikus görbe K fölött! A sejtés ekkor E L(E, s) Hasse–Weil-féle L-függvényével foglalkozik, annak is az s = 1-beli viselkedésével. A sejtés állítása szerint a Hasse–Weil-féle L-függvény itteni Taylor-sorának első nem nulla együtthatója kapcsolatban áll E egyes jellemző mennyiségeivel.

## Háttere
Mordell (1922) belátta a Mordell-tételt: az elliptikus görbék K-racionális pontjainak halmaza végesen generált. Ez azt jelenti, hogy van véges sok K-racionális pont, amelyekből véges sok összeadással és ellentettképzéssel az összes K-racionális pont előállítható.
Ha az E görbe K-racionális pontjainak halmaza végtelen, akkor van olyan eleme a bázisnak, amelyik rendje végtelen. Ha egy bázis független, akkor a benne levő végtelen rendű pontok száma az adott elliptikus görbe rangja, ami a görbe egy fontos invariáns tulajdonsága.
Ha az E elliptikus görbe rangja 0, akkor K-racionális pontjainak száma véges. Megfordítva, ha E rangja nem nulla, akkor K-racionális pontjainak száma végtelen.
Habár Mordell tétele szerint az elliptikus görbék rangja véges, nincs hatásos módszer ennek kiszámítására. Egyes görbékre vannak numerikus eljárások, de ezek nem általánosíthatók az összes elliptikus görbére.
Az L(E, s) L-függvény így definiálható: Vegyük E pontjainak számát modulo az összes prím, és az így kapott számok Euler-szorzatát. Az így kapott L-függvény analóg a Riemann-féle zéta-függvénynyel és a Dirichlet-féle L-függvénnyel. A Hasse–Weil-féle L-függvény speciális esete.
Az így kapott L(E, s) függvény csak azokra az s értékekre konvergál, amelyek valós része 3/2-nél nagyobb. Helmut Hasse sejtése szerint azonban analitikusan folytatható a teljes komplex síkon. Elliptikus görbékre ezt Max Deuring igazolta is komplex szorzásos számolással. A modularitási tétel közvetlen következményeként minden {\displaystyle \mathbb {Q} } fölötti elliptikus görbére teljesül.
Az általános elliptikus görbék racionális pontjainak megtalálása nehéz. A modulo prím pontokat ennél jóval könnyebb megtalálni, mert igazából elég véges sok esetet ellenőrizni, habár nagy prímekre számításigényes ez a módszer.
A sejtés az ún. „analitikus képletek” közé tartozik: egy aritmetikai invariáns és egy analitikus függvény egy pontban vett értéke között összefüggést ad meg. Mint ilyen, analógiában áll a számtestekre vonatkozó analitikus osztályszámképlettel.

## Története
Az 1960-as évek elején Peter Swinnerton-Dyer a University of Cambridge Computer Laboratory EDSAC gépével ismert rangú elliptikus görbék pontjait számolta modulo p, ahol p nagy prímszám volt. Több prímszámra és elliptikus görbére elvégezve a számolásokat kapta, hogy
{\displaystyle \prod _{p\leq x}{\frac {N_{p}}{p}}\approx C\log(x)^{r}{\mbox{ ha }}x\rightarrow \infty }

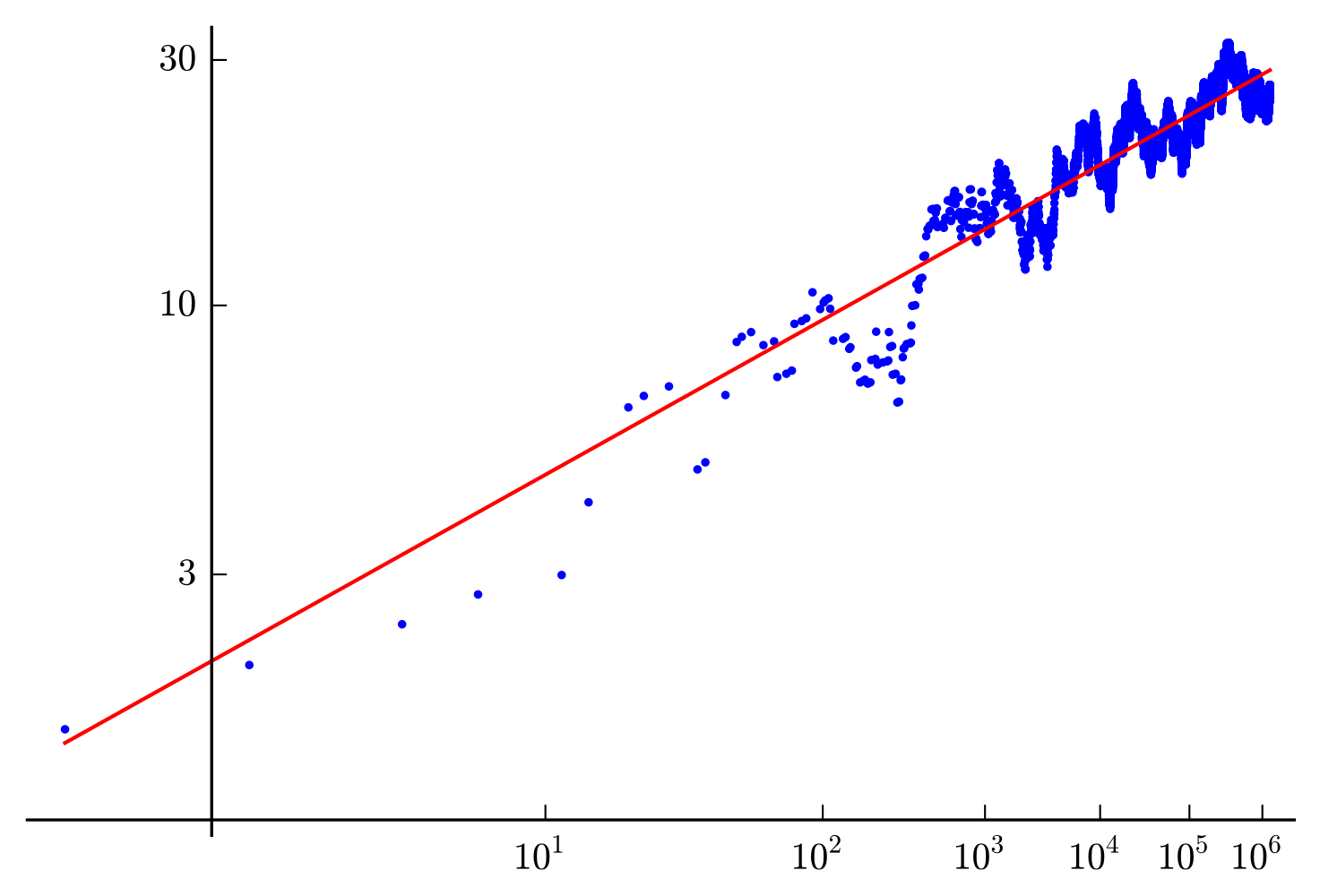
Az grafikonja az y² = x³ − 5x görbéhez, ahogy X végighalad az első 100 000 prímen. Az X-tengely skálája log(log(X)) és az Y-tengely logaritmikusan skálázott, így a sejtés szerint az adatok egy (piros) egyenes körül csoportosulnak. Az egyenes meredeksége a görbe rangja, jelen esetben 1.

ahol C konstans, és Np a görbe pontjainak száma.
Ez először a számításokról készített grafikonokon jelent meg, és J. W. S. Cassels kételkedett ebben az összefüggésben. Idővel a numerikus bizonyítékok felhalmozódtak.
Ez egy általánosabb sejtéshez vezetett az L(E, s) függvények viselkedéséről az s = 1 helyen, azaz hogy itt a fenti képletben szereplő r rendű zéróhelye van. Ez egy messze tekintő sejtés volt, mert akkoriban csak azoknak az elliptikus görbéknek L(E, s) függvényét tudták folytatni, amelyeken volt komplex szorzás. A legtöbb numerikus példa ilyen görbe volt.
A sejtést kiterjesztették az L(E, s) függvények első nem nulla Taylor-együtthatójára az s = 1 helyen. A sejtés szerint
{\displaystyle {\frac {L^{(r)}(E,1)}{r!}}={\frac {\#\mathrm {Sha} (E)\Omega _{E}R_{E}\prod _{p|N}c_{p}}{(\#E_{\mathrm {Tor} })^{2}}}}
ahol a jobb oldalon a görbe invariáns mennyiségei szerepelnek, amelyeket Cassels, Tate, Safarevics és társaik tanulmányoztak. Szerepel köztük a torziócsoport és a Tate–Safarevics-csoport rendje, és a racionális pontok bázisának kanonikus magassága.(Wiles 2006)

## Jelenlegi helyzete
A Birch és Swinnerton-Dyer-sejtés sejtés egyes speciális eseteit már belátták:
- Coates & Wiles (1977), ha E egy komplex szorzással ellátott test fölötti elliptikus görbe, a képzetes kvadratikus test osztályszáma 1. Vezessük be az előbbi testre az F, az utóbbira a K jelölést. A feltétel szerint ha F = K, vagy {\displaystyle \mathbb {Q} }, és L(E, 1) nem nulla, akkor az E(F) csoport véges. Ezt Arthaud (1978) kibővítette arra az esetre, ha F véges bővítése K-nak.[3]
- Gross & Zagier (1986) szerint, ha egy moduláris elliptikus görbe L-függvényének s = 1-ben elsőrendű nullhelye van, akkor van végtelen rendű racionális pontja.[4]
- Kolyvagin (1989) belátta, hogy ha E moduláris elliptikus görbe, és L(E, 1) nem nulla, akkor E rangja 0. Ha pedig L(E, 1)-nek első rendű nullheklye van, akkor E rangja 1.[5]
- Rubin (1991) megmutatta, hogy ha az E elliptikus görbe a K komplex kvadratikus test fölött van definiálva, és L-sorozata nem nulla s = 1-ben, akkor a Tate–Safarevics csoport p-részének ugyanaz a rendje, mint amit a sejtés megad minden 7-nél nagyobb prímre.[6]
- Breuil és társai (2001) Wiles eredményeit felhasználva belátták, hogy minden, a racionális számok fölött definiált elliptikus görbe moduláris, ami szerint a Gross– Zagier-tétel és Kolyvagin eredménye minden racionális test fölötti elliptikus görbére érvényes, továbbá ezek L-függvénye definiálva van 1-ben.[7]
- Bhargava & Shankar (2010) bebizonyította, hogy az átlagos {\displaystyle \mathbb {Q} } fölötti elliptikus görbék Mordell–Weil-csoportjának rangjára a 7/6 egy jó felső korlát. Dokchitser & Dokchitser (2010) p-paritási tételével, és az Iwasawa-elmélet fősejtésének GL(2)-re való bizonyításával (Skinner & Urban (2010)) következik, hogy a {\displaystyle \mathbb {Q} } fölötti elliptikus görbék pozitív hányadának rangja nulla, és így Kolyvagin eredményei szerint megfelel a Birch és Swinnerton-Dyer-sejtésnek.[8]

A numerikus eredmények ellenére 2011 májusában még semmi sem volt bizonyítva az 1-nél nagyobb rangú elliptikus görbékre.

## Következményei
A Birch és Swinnerton-Dyer-sejtés bizonyítása esetén a Tunnell-tétel megoldja a kongruens számok problémáját. A kongruens számok azok a számok, amelyek előállnak racionális oldalú derékszögű háromszögek területeként. Egész számok esetén csak négyzetmentes számokat tekintenek kongruens számoknak. A probléma arról szól, hogy döntsük el egy akármilyen racionális számról, hogy kongruens szám-e. Könnyen látható, hogy egy N egész akkor és csak akkor kongruens szám, ha a {\displaystyle \mathbb {Q} } fölött definiált
{\displaystyle E_{N}:y^{2}=x^{3}-N^{2}x}
(algebrai) rangja pozitív, azaz {\displaystyle E_{N}(\mathbb {Q} )} végtelen.